# Inbar
Inbar (hebrejsky: ענבר) je vesnice typu kibuc v Izraeli, v Severním distriktu, v Oblastní radě Merom ha-Galil.
Leží v nadmořské výšce cca 320 metrů, v údolí Chananija na rozmezí Horní a Dolní Galileji. Je situována cca 32 kilometrů východně od břehů Středozemního moře.
Obec se nachází cca 110 kilometrů severovýchodně od centra Tel Avivu, cca 42 kilometrů severovýchodně od centra Haify a cca 9 kilometrů jihozápadně od Safedu. Inbar obývají Židé, přičemž osídlení v tomto regionu je převážně židovské. Pouze 2 kilometry na jih leží město Maghar, které obývají izraelští Arabové a Drúzové, a 4 kilometry na severozápad vesnice Ejn al-Asad, kterou obývají Drúzové.
Kibuc Inbar je na dopravní síť napojen pomocí lokální silnice číslo 806, jež severně od vesnice ústí do dálnice číslo 85.

## Dějiny

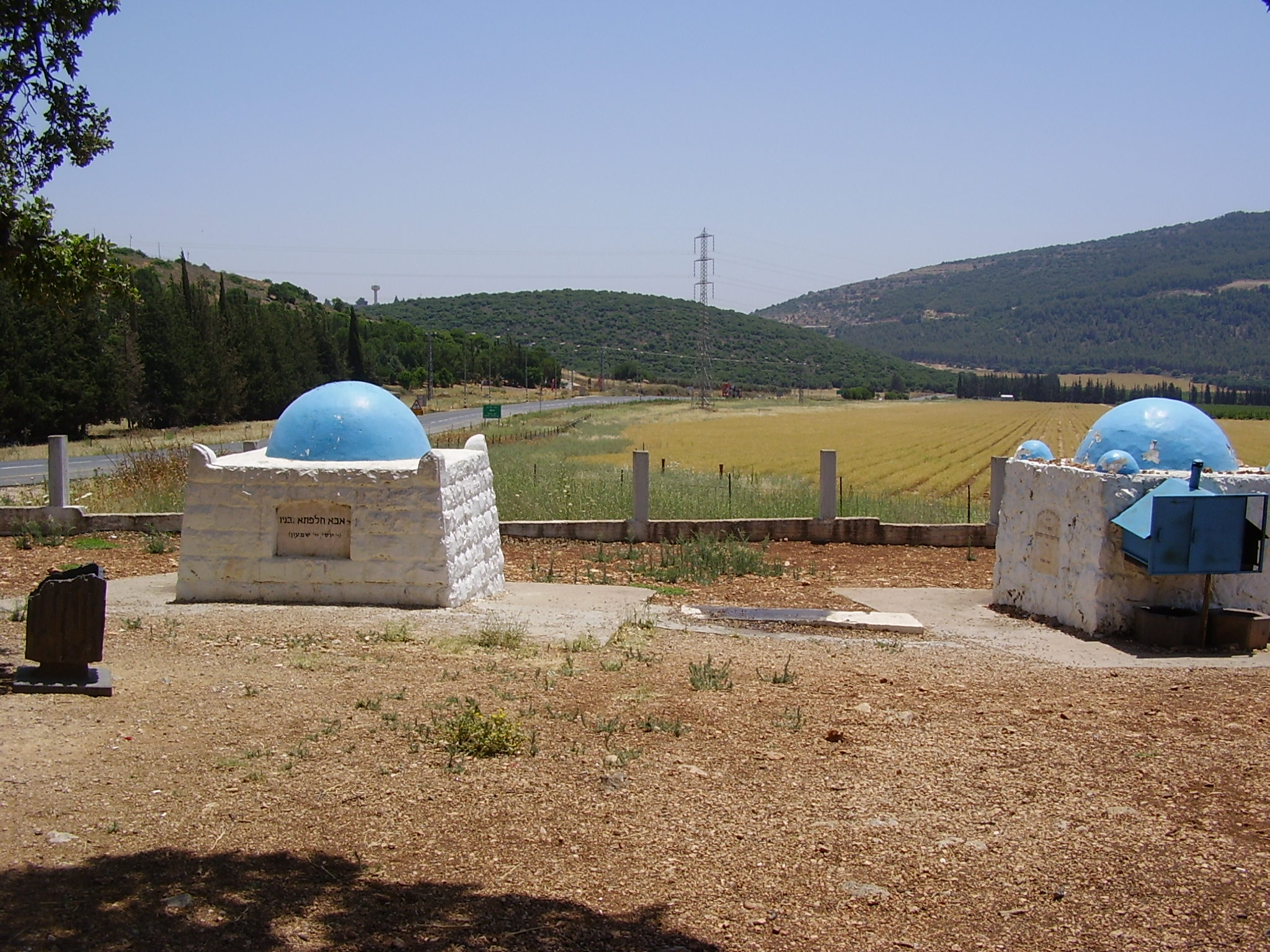
Hrobka starověkého rabína Chalafty v údolí Chananija

Poblíž nynějšího kibucu se rozkládala ve starověku židovská vesnice Chananija, která tu existovala až do 16. století. Ležela poblíž toku Nachal Calmon a vynikala produkcí keramiky. Poblíž se dodnes nacházejí hrobky židovských učenců (například hrob rabína Chalafty). V 16. století Židé tuto lokalitu opustili a přesídlili do nedaleké vesnice Peki'in.
Nynější kibuc Inbar vznikl koncem 70. let 20. století, kdy v tomto regionu probíhala výstavba nových židovských vesnic v rámci programu Micpim be-Galil. Tehdy v této lokalitě vyrostl provizorní tábor zvaný Giv'at Chananija, ve kterém bydleli budovatelé okolních vesnic. K trvalému osídlení zde došlo na izraelský den nezávislosti v roce 1994. Jde o malou komunitu s 10 členy. Inbar bývá označován za nejmenší kibuc v Izraeli.
Ekonomika je zčásti založena na turistickém ruchu (18 pokojů pro turisty).

## Demografie
Inbar není považován oficiálně za administrativně samostatnou obec. Přesná data o demografickém vývoji proto nejsou k dispozici, ale obyvatelstvo je židovské.